# El Idrissia (distrito)
El Idrissia é um distrito localizado na província de Djelfa, Argélia, e cuja capital é a cidade de mesmo nome, El Idrissia.[carece de fontes?]